# Rashida Jones
Rashida Leah Jones (Los Ángeles, California, 25 de febrero de 1976) es una actriz, productora, cantante y escritora estadounidense.

## Biografía
Rashida Jones nació en Los Ángeles, California, y es hija del músico y productor Quincy Jones y de la actriz Peggy Lipton. Su padre es un afroamericano descendiente de la etnia camerunesa de los Tikar, y su madre era judía. Creció junto a su hermana mayor, Kidada, y sus cinco medio hermanos por parte de padre en Bel Air, California. Obtuvo una distinción académica en The Buckley School, donde además fue votada por sus compañeros como la alumna con más probabilidades de éxito. Jones también asistió a una escuela hebrea.
En su autobiografía, su padre recuerda cómo a menudo se encontraba a su hija de seis años leyendo bajo las sábanas, y con la única luz de una linterna, hasta cinco libros a la vez. Jones demostró una gran habilidad musical desde una edad muy temprana, y toca el piano clásico. Su madre declaró a Entertainment Tonight que "es una fabulosa compositora y cantante, algo que ha heredado (de Quincy) sin duda. Además, su padre le está enseñando a orquestar y a hacer arreglos musicales".
Cuando tenía 10 años sus padres se divorciaron, trasladándose ella con su madre a Brentwood, hasta que se estableciera en la Universidad de Harvard. Jones asistió a esta universidad para estudiar Derecho, si bien más tarde perdió el interés y empezó a estudiar Teatro. Años después, en 1997, se licenció en Filosofía y Religión.
Si bien es de orígenes judíos, comenzó a practicar el hinduismo en su temprana adolescencia, cuando su madre la llevó a un Ashram en la India. Hoy en día, sin embargo, aclaró que practica el judaísmo: "Hoy en día uno puede elegir la forma en que la practica y cuál es su relación con Dios. Siento una fuerte conexión, sin duda debido a la tradición judía y a todo lo que aprendí junto a un chico con el que salía. Mis novios normalmente son judíos, y también practicantes".
Jones trabajó para organización filantrópica  Peace First, que ayudan a los chicos a resolver problemas sin violencia. También fue un miembro del consejo de administración desde 2004 y organiza eventos benéficos anuales para recaudar fondos para la organización.

## Su carrera en la actuación
En 1997 Rashida decide en serio su carrera y aparece en El último Don. También ha aparecido en Myth America, East of A, If These Walls Could Talk 2, y Little Black Book. Aterrizó con el papel de Louisa Fenn en Boston Public, que le hizo ganar una nominación al premio NAACP Image. A pesar de que sólo había tenido papeles secundarios en las series, rápidamente surgieron otras oportunidades. Tuvo actuaciones en películas independientes y en el teatro. Ella fue como invitada estrella en Freaks and Geeks y desempeñó el papel de la vecina de abajo, Karen, en el piloto de Comedy Central. También hizo de agente especial del gobierno Carmen Merced en Wanted. Luego hizo de la mujer líder en el séptimo episodio de NY-LON.
En septiembre de 2006, Jones se unió en la tercera temporada, al elenco de The Office. Luego fue llamada para el piloto de Unhitched.
Formó parte del elenco de la 7ma temporada de la serie de Netflix "Black Mirror" interpretando a Amanda en el capítulo titulado Common people.

## Otros trabajos
Como cantante, Rashida fue integrante y directora de un grupo de canto a cappella. Cantó en las canciones "Tangled" y "Secret" de Maroon 5, del disco Songs About Jane. También cantó en la pista "Kiwi" en su álbum It Won't Be Soon Before Long. También cantó la canción para el comercial de The Gap "Dress You Up". A Jones también la han utilizado en los comerciales de "Mellow Yello" y "Crazy Stripes". Como cantante, también apareció como invitada en el CD homenaje a Tupac Shakur The Rose That Grew From Concrete, en la canción "Starry Night", que es acompañada por su padre, el rapero Mac Mall y su medio hermano QD3. También cantó en algunos episodios de Boston para beneficencia pública y eventos como "What A Pair Benefit" para juntar dinero en ayuda contra el cáncer de mama.
Jones escribió en un trabajo que apareció en la revista Teen Vogue. También escribió el capítulo 36 en la biografía de su padre: Q: The Autobiography Of Quincy Jones. Jones creó Frenemy of the State, una serie de cómics sobre una joven socialité reclutada por la CIA. Los cómics son publicados por Oni Press y coescritos junto al equipo de guionistas formado por el matrimonio Christina Weir y Nunzio DeFilippis.
Rashida Jones modeló para las principales etiquetas de prendas de vestir como Triple 5 Soul y The Gap. Y apareció en revistas como InStyle y O Magazine.
Participó en el video "Long Road to Ruin" de la banda Foo Fighters.

## Premios
En 2002 Jones fue seleccionada entre las 50 personas más bellas, según la revista People, que también la eligió como una de las mujeres mejor vestidas en 2007. 
La nominaron a los premios NAACP Image y ganó un premio en conjunto por la versión en audio de Q: The Autobiography Of Quincy Jones.

## Filmografía

### Cine
| Año  | Título                                    | Papel                    | Notas |
| ---- | ----------------------------------------- | ------------------------ | --- |
| 1998 | Myth America                              |                          | |
| 2000 | East of A                                 | Emily                    | |
| 2001 | Roadside Assistance                       | Lucy                     | |
| 2002 | Full Frontal                              |                          | |
| 2002 | Now You Know                              | Kerri                    | |
| 2003 | Death of a Dynasty                        | Layna Hudson             | |
| 2004 | Little Black Book                         | Dr. Rachel Keyes         | |
| 2007 | The Ten                                   | Hostess Rebecca FornierM | |
| 2009 | Brief Interviews with Hideous Men         | Hannah                   | |
| 2009 | I Love You, Man                           | Zooey                    | |
| 2010 | Cop Out                                   | Debbie                   | |
| 2010 | The social network                        | Marylin Delpy            | - Hollywood Film Award for Ensemble of the Year Nominada – Broadcast Film Critics Association Award al mejor elenco Nominada – Washington D. C. Area Film Critics Association Award al mejor reparto |
| 2010 | Monogamy                                  | Nat                      | |
| 2011 | El gran año                               | Ellie                    | |
| 2011 | Friends with Benefits                     | Maddison                 | no aparece en los créditos |
| 2011 | Our Idiot Brother                         | Cindy Harris             | |
| 2011 | The Muppets                               | Veronica Martin          | |
| 2012 | Celeste and Jesse Forever                 | Celeste                  | también coescritora Whistler Film Festival Trailblazer Award por actuación y guion Nominada – Independent Spirit Award al mejor guion de ópera prima                                                 |
| 2013 | Decoding Annie Parker                     | Kim                      | |
| 2014 | Cuban Fury                                | Julia                    | |
| 2015 | B.O.O.: Bureau of Otherworldly Operations | exesposa de Moss (voz)   | |
| 2018 | Tag                                       | Cheryl Deakins           | |
| 2018 | Colmillo Blanco                           | Maggie Scott (voz)       | |
| 2019 | Toy Story 4                               | Knifey (voz)             | Escritora |
| 2019 | Spies in Disguise                         | Marcy Kappel             | |
| 2019 | The Sound of Silence                      | Ellen Chasen             | |
| 2019 | Klaus                                     | Alva (voz)               | |
| 2020 | On the Rocks                              | Laura                    | |

### Televisión
| Año       | Título                      | Papel                        | Notas                                        |
| --------- | --------------------------- | ---------------------------- | -------------------------------------------- |
| 1997      | El último Don               | Johanna                      | Miniserie                                    |
| 2000      | If These Walls Could Talk 2 | Feminist                     | Telefilme Segmento: "1972"                   |
| 2000      | Freaks and Geeks            | Karen Scarfolli              | Episodio: "Kim Kelly Is My Friend"           |
| 2000–2002 | Boston Public               | Louisa Fenn                  | 26 episodios                                 |
| 2003–2004 | Chappelle's Show            | Pam/Woman in 'Love Contract' | 2 episodios                                  |
| 2004      | Strip Search                |                              | Telefilme Escenas eliminadas                 |
| 2004      | NY-LON                      | Edie Miller                  | 7 episodios                                  |
| 2005      | Stella                      | Karen                        | Episodio: "Pilot"                            |
| 2005      | Wanted                      | Detective Carla Merced       | 13 episodios                                 |
| 2005      | Our Thirties                | Liz                          | Telefilme                                    |
| 2006–2011 | The Office                  | Karen Filippelli             | 24 episodios                                 |
| 2008      | Unhitched                   | Kate                         | 6 episodios                                  |
| 2009–2014 | Parks and Recreation        | Ann Perkins                  | 104 episodios                                |
| 2011      | Wilfred                     | Lisa                         | Episodio: "Respect"                          |
| 2011–2012 | Web Therapy                 | Hayley Feldman-Tate          | 2 episodios                                  |
| 2012      | Who Do You Think You Are?   | Ella misma                   |                                              |
| 2012      | The Cleveland Show          | Daisy                        | - Voz - Episodio: "All You Can Eat"          |
| 2013      | The Simpsons                | Portia                       | - Voz - Episodio: "Changing of the Guardian" |
| 2013      | The Awesomes                | Hotwire                      | Voz                                          |
| 2014      | A to Z                      |                              | Productora ejecutiva                         |
| 2014      | Key & Peele                 | Guest Star                   | Episodio: Dying Wife                         |
| 2016-2018 | Angie Tribeca               | Angie Tribeca                | 40 episodios                                 |
| 2023      | Silo                        | Allison Becker               | 1 episodio                                   |
| 2025      | Black Mirror                | Amanda                       | Episodio: "Common People"                    |